# Galileusz przed rzymską inkwizycją
Galileusz przed rzymską inkwizycją – obraz włoskiego malarza Cristiana Bantiego z roku 1857.

## Temat obrazu
Obraz przedstawia Galileusza stającego na swoim procesie przed rzymską inkwizycją. Będąc zwolennikiem teorii Mikołaja Kopernika, Galileusz naraził się na proces. Cristiano Banti nadał tej scenie romantyczny charakter. Galileusz jest tu silnym i dumnym człowiekiem, zachowującym odwagę w obliczu procesu. W rzeczywistości jednak uczony był już wtedy stary i słaby. Wcześniej też zapoznano go z narzędziami tortur, którymi zamierzano go poddać, gdyby publicznie nie wyrzekł się swoich poglądów. Poddany takiej presji Galileusz przed sądem padł na kolana i przyznał, że nie miał racji, utrzymując, iż Ziemia się porusza. Jednak odchodząc, miał według legendy powiedzieć: A jednak się kręci.